# Kussà
Kussà - Куса (rus) és una ciutat de l'óblast de Txeliàbinsk, a Rússia.

## Història
Kussà nasqué el 1778 al costat de la fàbrica siderúrgica Kussinski Zavod. Aconseguí l'estatus de possiólok (poble) el 1928 i el de ciutat el 18 de gener de 1943.